# Juan José Castro
Juan José Castro (Avellaneda, 7 marzo 1895 – Buenos Aires, 3 settembre 1968) è stato un compositore e direttore d'orchestra argentino.

## Biografia
Dopo aver studiato musica, pianoforte, violino e composizione, vinse il "Gran Premio Europa" ed ottenne una borsa di studio per proseguire gli studi a Parigi, nella Schola cantorum, sotto la guida di Edoardo Risler.
Una volta rientrato in Argentina, istituì una Orchestra da camera e la Società del Quartetto, della quale divenne il primo violino.
Diresse l'attività musicale del Teatro Colon e della Associazione Filarmonica.
Nel 1947 ha diretto la Havana Philharmonic, e la Sodre Orchestra in Uruguay nel 1949.
Diresse la sua "Proserpina e lo straniero", dramma in tre atti di Omar Del Carlo premiato al concorso "Verdi" (1951), versione ritmica di Eugenio Montale, con Elisabetta Barbato, Giulietta Simionato, Cloe Elmo, Jolanda Gardino, Rosanna Carteri, Giangiacomo Guelfi, Mirto Picchi, Enrico Campi, Gino Del Signore e Giacinto Prandelli con la regia di Giorgio Strehler nel Teatro alla Scala di Milano il 17 marzo 1952.
Negli anni 1952-53 ha condotto la Melbourne Symphony Orchestra (allora nota come Victorian Symphony Orchestra) in Australia. Una volta ritornato in America diresse la National Symphony in Buenos Aires dal 1956 al 1960. Dal 1960 al 1964, è stato direttore del Puerto Rico Conservatory.
Ha svolto concerti su entrambi i lati dell'Oceano Atlantico.
Tra le sue composizioni vanno ricordate: Sonata per violino del (1914), Sonata per cello del (1916), Sonata per pianoforte del (1917), Trio (1919),  Sinfonia argentina (1936 al Teatro Colón di Buenos Aires), Sinfonia biblica per orchestra, Bodas de sangre (1956 al Teatro Colón di Buenos Aires per la commemorazione di Federico García Lorca), Lo straniero (1951).